# Siegfried Kasparick
Siegfried Traugott Kasparick (* 18. Mai 1955 in Herzberg (Elster); † 31. Mai 2016 in Lutherstadt Wittenberg) war ein deutscher evangelischer Geistlicher.

## Leben
Siegfried Kasparick war ein Sohn des Pfarrers Gerhard Traugott Kasparick (1929–1985), der von 1955 bis 1957 in Schönewalde und anschließend in Stendal amtierte. Er studierte Evangelische Theologie in Naumburg, Berlin und Leipzig. Nach dem Vikariat in Freyburg (Unstrut) war Kasparick zunächst an der damaligen Kirchlichen Hochschule, dem Sprachenkonvikt in Ost-Berlin, tätig. 1986 erhielt er seine erste Pfarrstelle in Osterburg und war hier seit 1991 Superintendent des Kirchenkreises Osterburg. 1993 wechselte er als Direktor an das Predigerseminar der Evangelischen Kirche der Union (EKU) in Brandenburg an der Havel.
Ende 2001 wählte ihn die Synode der Evangelischen Kirche der Kirchenprovinz Sachsen zum Propst (Regionalbischof) des Kurkreises Wittenberg. Seitdem fungierte er auch als Pfarrer der Schlosskirche Wittenberg. Von Juni bis August 2009 nahm er die Geschäfte des Landesbischofs wahr. 2011 war er übergangsweise zugleich amtierender Propst für den Sprengel Halle-Naumburg.
Nach der Zusammenlegung der Sprengel Halle-Naumburg und Kurkreis Wittenberg zum Propstsprengel Halle-Wittenberg im Zuge der Bildung der Evangelischen Kirche in Mitteldeutschland im Jahr 2012 wurde Kasparick Beauftragter der Landesbischöfin Ilse Junkermann für Reformation und Ökumene.
Er verstarb nach schwerer Krankheit. Der Trauergottesdienst, an dem auch Sachsen-Anhalts Ministerpräsident Reiner Haseloff teilnahm, fand am 9. Juni 2016 in der Wittenberger Schlosskirche statt.
Kasparick war ab 1980 mit der Theologin Hanna Kasparick (* 1954) verheiratet, die von 2005 bis 2017 Direktorin des Predigerseminars Wittenberg war. Gemeinsam hatten sie zwei Söhne.